# John McCulloch
John McCulloch (* 15. November 1806 in McCullochs Mills, Pennsylvania; † 15. Mai 1879 in Huntingdon, Pennsylvania) war ein US-amerikanischer Politiker. Zwischen 1853 und 1855 vertrat er den Bundesstaat Pennsylvania im US-Repräsentantenhaus.

## Werdegang
John McCulloch besuchte die öffentlichen Schulen seiner Heimat und danach bis 1825 das Jefferson College in Canonsburg. Nach einem anschließenden Medizinstudium an der University of Pennsylvania und seiner 1829 erfolgten Zulassung als Arzt begann er in Green Tree in diesem Beruf zu arbeiten. Im Jahr 1830 verlegte er seine Praxis und seinen Wohnsitz nach Petersburg im Huntingdon County. Bis 1852 war er dort als Arzt tätig. Politisch wurde er Mitglied der Whig Party.
Bei den Kongresswahlen des Jahres 1852 wurde McCulloch im 18. Wahlbezirk von Pennsylvania in das US-Repräsentantenhaus in Washington, D.C. gewählt, wo er am 4. März 1853 die Nachfolge von John Littleton Dawson antrat, der in einen anderen Distrikt wechselte. Da er im Jahr 1854 auf eine weitere Kandidatur verzichtete, konnte er bis zum 3. März 1855 nur eine Legislaturperiode im Kongress absolvieren. Diese war von den Ereignissen im Vorfeld des Bürgerkrieges geprägt.
Nach dem Ende seiner Zeit im US-Repräsentantenhaus praktizierte John McCulloch als Arzt in Huntingdon. Nach der Auflösung der Whigs schloss er sich der Republikanischen Partei an. Im Jahr 1874 war er Delegierter auf einem Verfassungskonvent seines Heimatstaates. John McCulloch starb am 15. Mai 1879 in Huntingdon, wo er auch beigesetzt wurde.